# Condado de Hardy
El condado de Hardy (en inglés: Hardy County), fundado en 1785, es uno de los 55 condados del estado estadounidense de Virginia Occidental. En el año 2000 tenía una población de 12.669 habitantes con una densidad poblacional de 8 personas por km². La sede del condado es Moorefield.

## Geografía
Según la Oficina del Censo, el condado tiene un área total de 1513 km² (584,2 mi²), de la cual 1510 km² (583 mi²) es tierra y 3 km² (1,2 mi²) (0.19%) es agua.

### Condados adyacentes
- Condado de Hampshire - norte
- Condado de Frederick - este
- Condado de Shenandoah - sureste
- Condado de Rockingham - sur
- Condado de Pendleton - suroeste
- Condado de Grant - oeste

### Carreteras
- U.S. Highway 220
- Ruta de Virginia Occidental 28
- Ruta de Virginia Occidental 29
- Ruta de Virginia Occidental 55
- Ruta de Virginia Occidental 259

## Demografía
En el 2000 la renta per cápita promedia del condado era de $31,846, y el ingreso promedio para una familia era de $37,003. En 2000 los hombres tenían un ingreso per cápita de $28,032 versus $18,798 para las mujeres. El ingreso per cápita para el condado era de $15,859. Alrededor del 13.10% de la población estaba bajo el umbral de pobreza nacional.

## Comunidades

### Pueblos incorporados
- Moorefield
- Wardensville

### Comunidades no incorporadas
| - Arkansas - Baker - Basore - Bass - Baughman Settlement - Bean Settlement | - Brake - Cunningham - Durgon - Fisher - Flats - Fort Run | - Inkerman - Kessel - Lost City - Lost River - Mathias - McCauley | - McNeill - Milam - Needmore - Old Fields - Perry - Peru | - Rig - Rock Oak - Rockland - Tannery - Taylor - Walnut Bottom |